# Jérémy Clapin
Jérémy Clapin est un réalisateur, scénariste et animateur français, né le 13 février 1974 à Paris.

## Biographie

### Genèse
Jérémy Clapin a fait des études à l'École nationale supérieure des arts décoratifs (ENSAD), section animation et en parallèle a également été professeur de tennis. Il est ensuite graphiste et illustrateur dans la presse et l'édition.

### Premiers projets
En 2004, il sort son premier court métrage d'animation Une histoire vertébrale, une histoire d'amour sans paroles, dans laquelle un homme et une femme ayant une malformation inverse du cou finissent par se rencontrer. Jérémy Clapin avait dessiné les premiers croquis du film alors qu'il était encore étudiant, le travail réel sur le film a pris environ deux ans. Une histoire vertébrale, produit par Strapontin et qui a été animé en 3D chez Spirit Production, est nommé en 2005 au Festival international du film d'animation d'Annecy. Au Festival du film de Dresde, il remporte le prix principal du concours international d'animation et reçoit le prix spécial du jury au Festival d'animation d'Hiroshima Kokusai.
Le deuxième court métrage de Clapin, Skhizein, sort en 2008, et démarre son parcours à la Semaine de la critique à Cannes. Il traite du sujet de la schizophrénie en racontant l'histoire d'un homme percuté par une météorite et qui vit désormais à 91 centimètres en dehors de lui-même. Le film est animé avec les logiciels 3ds Max et After Effects et Clapin a non seulement agi en tant que réalisateur et scénariste, mais aussi en tant qu'animateur. Skhizein est présenté dans de nombreux festivals et est nommé pour le César du meilleur court métrage.
En 2009, Clapin est membre du jury du court métrage du Festival du film francophone de Namur et membre du jury du festival international du film d'animation d'Annecy en 2010.
Divers clips publicitaires ont suivi, notamment pour Citroën et Roger Dubuis, avant que Clapin ne réalise son troisième court métrage d'animation en 2012 avec Palmipedarium. Pour la première fois, Clapin utilise le logiciel gratuit Blender pour l'animation.  L'histoire de Palmipedarium est une fois de plus centrée sur un personnage inhabituel, cette fois un canard déformé découvert par un garçon qui part à la chasse avec son père. Le garçon devient ami avec le canard après un court instant. « J'aime quand l'étrange et l'étrange devient soudainement supportable, puis prend même le devant de la scène », a déclaré Clapin dans une interview en 2018.

### J'ai perdu mon corps

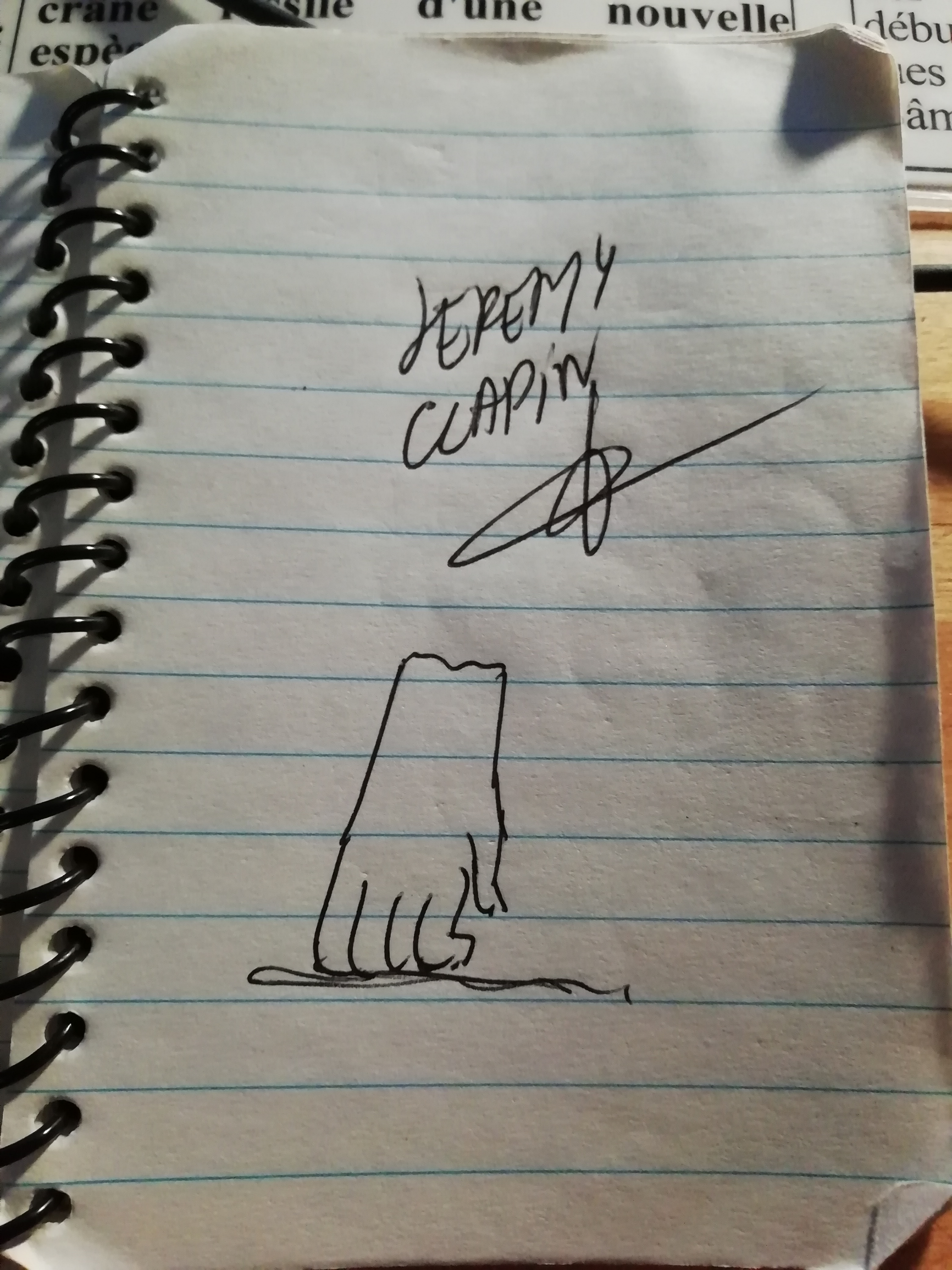
Dédicace de Jérémy Clapin à l'effigie de la main « protagoniste » de J'ai perdu mon corps.

Le producteur Marc du Pontavice acquiert pour Xilam les droits d'adaptation du roman Happy Hand, de Guillaume Laurant, scénariste du Fabuleux Destin d'Amélie Poulain, qui lui suggère de faire appel à Jérémy Clapin. C'est en 2011 que Marc du Pontavice convainc celui-ci de réaliser le film J'ai perdu mon corps, adapté du roman de Laurant qui coécrit le scénario avec le réalisateur.
En 2014, un teaser de 2 minutes est fabriqué au studio Xilam Paris pour être diffusé au Cartoon Movie, à Lyon, afin de chercher des financements. Entre-temps, durant la longue période d'écriture et de story-board qui se poursuit, il réalise en janvier 2015 un clip musical pour le titre Innocent du groupe américain Hundred Waters.
J'ai perdu mon corps, fabriqué en grande partie grâce au logiciel d'animation open-source Blender, sort finalement le 6 novembre 2019, constituant ainsi le premier long métrage de Clapin. Le film remporte de nombreux prix, dont le Grand Prix Nespresso de la Semaine de la critique du Festival international du film de Cannes 2019, le Cristal d'Annecy du meilleur long métrage et le Prix du public Audience Annecy 2019. En 2020, le film est nommé aux Oscars dans la catégorie Meilleur film d'animation.Il obtient le César du meilleur film d'animation lors de la 45e cérémonie des César.

### Pendant ce temps sur terre
Jérémy Clapin réalise son second long-métrage avec une œuvre cette fois en prise de vues réelles, de nouveau accompagné par la musique de Dan Levy. Le film de science-fiction Pendant ce temps sur terre, dont la sortie nationale est prévue en juillet 2024, raconte l’histoire d’une relation entre une humaine et une forme de vie extraterrestre, et est interprété principalement par Megan Northam, Sofia Lesaffre et Catherine Salée.
Le film est nommé à la 74e édition du festival international du film de Berlin dans la catégorie films de fictions. Il est aussi programmé en compétition à la 17e édition des Hallucinations collectives de Lyon.

## Filmographie

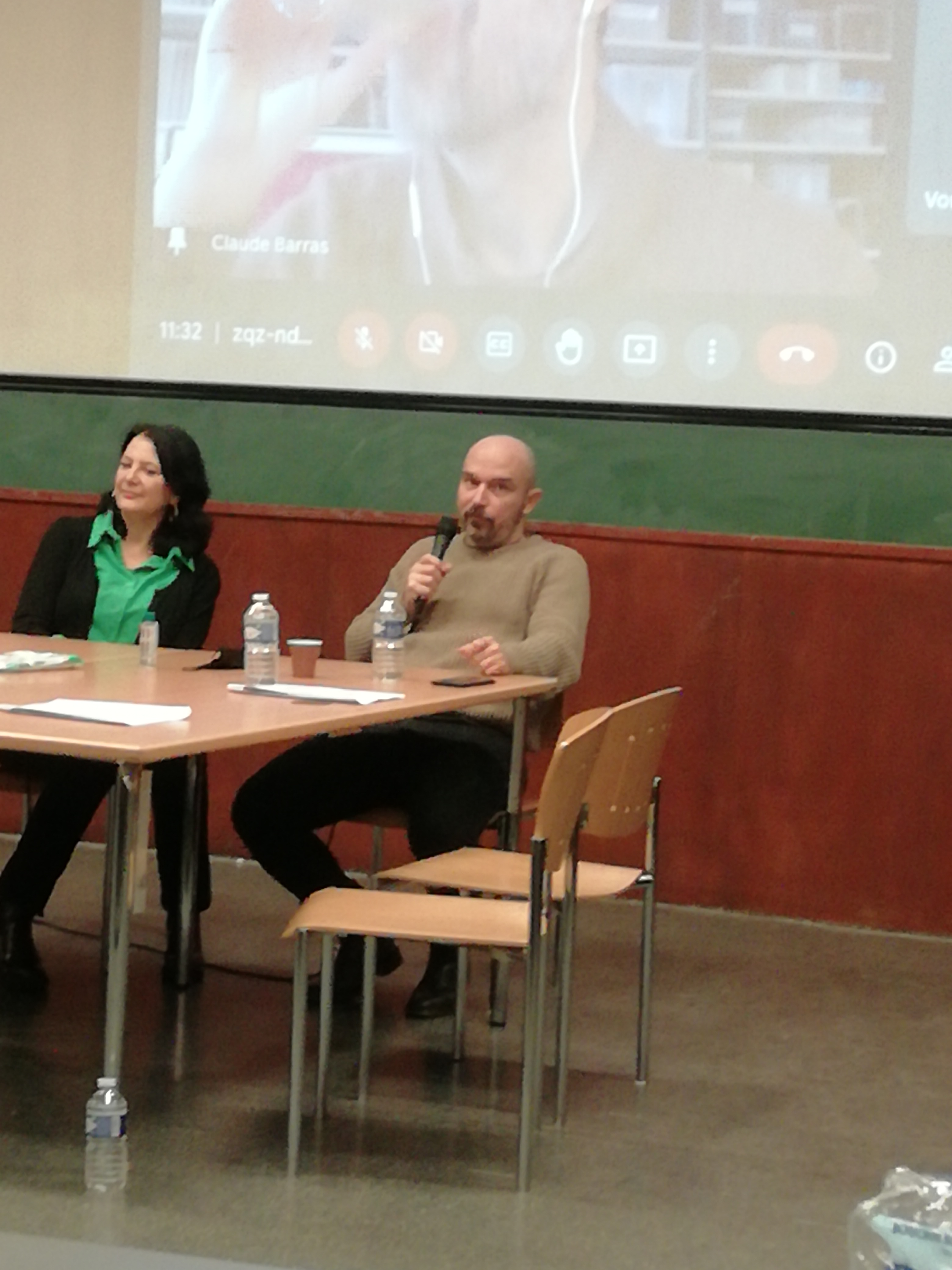
Jérémy Clapin en Masterclass à l'université Sorbonne-Nouvelle, campus Censier, en décembre 2021.

### Courts métrages d'animation
- 2004 : Une histoire vertébrale[8]
- 2008 : Skhizein
- 2012 : Palmipedarium

### Longs métrages
- 2019 : J'ai perdu mon corps
- 2024 : Pendant ce temps sur Terre

### Films publicitaires d'animation
- 2009 : Good vibration[9] pour Liberty Mutual - assurances - film de commande
- 2009 : Réduire[10] pour Citroën - automobiles

## Distinctions
- 2009, pour Skhizein :
  - nomination de au César du meilleur court métrage
  - prix du meilleur court métrage animé au Festival international du film de Chicago
- 2013, pour Palmipedarium :
  - nomination de  au Festival international du film d'animation d'Annecy[11]
  - prix Jabberwocky de bronze au Festival international du film Etiuda & Anima de Cracovie[12]
- 2019, pour J'ai perdu mon corps :
  - Cigogne d’or du meilleur film d’animation au FEFFS - le prix partagé avec Ailleurs de Gints Zilbalodis[13]
  - Grand Prix Nespresso à la Semaine de la Critique durant le Festival de Cannes[14]
  - Cristal du long métrage (prix du jury) et Prix du public/Première au Festival international du film d'animation d'Annecy[15]
- 2020, pour J'ai perdu mon corps :
  - prix du meilleur film indépendant, prix du meilleur scénario, prix de la meilleure musique aux Annie Awards [16]
  - Lumière du meilleur film d'animation[17]
  - nomination aux Oscars, catégorie Meilleur film d'animation[3]
  - César du meilleur film d'animation, César de la meilleure musique originale , nomination César de la meilleure adaptation à la 45e cérémonie des César
- 2024, pour Pendant ce temps sur terre :
  - nomination au Berlinale 2024, catégorie films de fictions
  - prix du jury jeunes à la 17e édition des Hallucinations collectives